# British Thermal Unit
British Thermal Unit, prescurtat BTU (română unitate termică britanică) este o unitate de măsură pentru căldură, egală cu cantitatea de căldură necesară pentru a crește temperatura unei cantități de o livră de apă cu un grad Fahrenheit. Deoarece capacitatea termică masică a apei variază cu temperatura, iar livra și caloria au avut diferite definiții în diverse perioade de timp, valoarea BTU variază între 1054,35 J (cu caloria folosită în termodinamica chimică) și 1059,67 J (cu caloria la 4 °C).
BTU nu face parte din Sistemul Internațional.

## Conversii
Actual, standardul ISO 80000-5:2007 stabilește echivalentul SI la:
1 BTU ≈ 1055,056 J
care este o valoare rotunjită la acuratețea măsurăturilor practice a valorii calculate pe baza caloriei internaționale.

## Putere termică
Pe baza BTU este definită o unitatea de măsură pentru putere termică, BTU pe oră (BTU/h), utilizată pentru a specifica puterea termică de încălzire și de răcire a instalațiilor de climatizare în țările în care se folosește sistemul de unități anglo-saxon. În acest context, puterile se exprimă adesea în mod eronat în BTU (valorile reprezintă de fapt BTU/h). O astfel de exprimare este cu același tip de eroare ca și a exprima vitezele în kilometri în loc de kilometri pe oră.
Relația de conversie a BTU/h in kW este:
1 BTU/h ≈ 1055,056 / 3600 kW ≈ 1 / 3412 kW
sau mai simplu: 1000 BTU/h = 293 W
Pentru evaluări aproximative raportul 1:3400 dă o eroare sub 0,4 %